# Achiroides
Achiroides (лат.) — род лучепёрых рыб из семейства солеевые отряда камбалообразных (Pleuronectiformes). В состав рода включают два вида. Представители рода встречаются в тропических водах Юго-Восточной Азии от Камбоджи и Таиланда до Индонезии, выходят в прибрежные солоноватые воды. Длина тела от 8 до 14 сантиметров. Представители рода считаются видами вне опасности. Они безвредны для человека и не являются объектами промысла.

## Виды
- Achiroides leucorhynchos Bleeker, 1851
- Achiroides melanorhynchus (Bleeker, 1850)